# Euphrasia yezoensis
Euphrasia yezoensis là loài thực vật có hoa thuộc họ Cỏ chổi. Loài này được H.Hara mô tả khoa học đầu tiên năm 1936.